# Шестнадцатая поправка к Конституции США

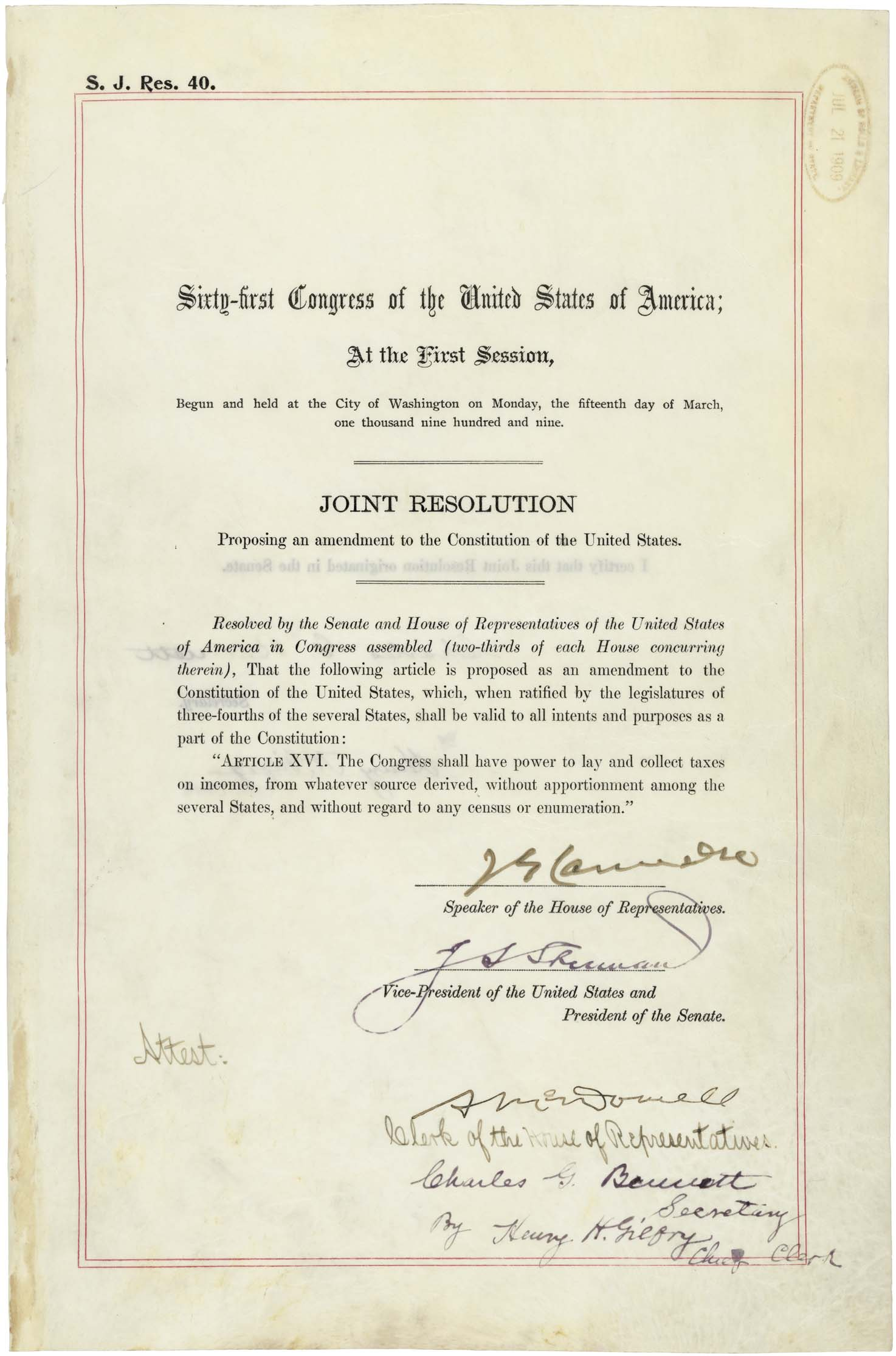
Официальный текст 16 поправки

Шестнадцатая поправка к Конституции США принята Конгрессом 12 июля 1909 года. Она наделяет Конгресс правом облагать и собирать федеральный подоходный налог, поступления от которого целиком направляются в федеральный бюджет.

Конгресс имеет право устанавливать и взимать налоги с доходов, каким бы ни был их источник, не распределяя эти налоги между отдельными штатами и без учета какой-либо переписи или исчисления населения.
Оригинальный текст (англ.)The Congress shall have power to lay and collect taxes on incomes, from whatever source derived, without apportionment among the several States, and without regard to any census or enumeration— 

## История
В 1861 году в период Гражданской войны в США введено налогообложение физических лиц, что связано с превышением расходов над бюджетными поступлениями ввиду военных действий. В 1880 году данный налог отменён, после чего последовало обращение в Верховный суд США от налогоплательщика с требованием возмещения ранее внесённых платежей, так как в то время Конституция США разрешала взыскание прямых налогов только при условии существования кадастра или переписи населения с пропорциональным разделением налога между штатами, а налог на доходы является прямым налогом. Данные доводы суд не принял, отнеся налог на доходы к акцизным налогам. В 1894 году повторная попытка введения налога на доходы в США повлекла обращение с аналогичным иском в Верховный суд США, где данный налог признан неконституционным.
Впервые поправка к Конституции США о введении подоходного налога предложена сенатором Норрисом Брауном из штата Небраска, который представил две сенаторские резолюции № 25 и 39. Поправка принята Совместным постановлением Сената № 40, внесенная сенатором Нельсоном А. Олдричем из штата Род-Айленд, являвшийся председателем Комитета по финансам.
12 июля 1909 года резолюция с предложением внесения шестнадцатой поправки в Конституцию США принята Конгрессом и представлена в законодательные органы штатов. 25 февраля 1913 года Государственный секретарь США Филандер Нокс заявил, что Шестнадцатая поправка ратифицирована тремя четвертями штатов и стала частью Конституции США.
После чего в 1913 году внесением 16 поправки к Конституции США разрешено введение налога на доходы без пропорционального разделения между штатами, переписи и кадастрации. Сама ставка такого налога установлена следующим образом:
- для доходов свыше 3 000 долларов равна 1 %;
- для доходов свыше 500 000 долларов равна 7 %.

В связи с проблемами по контролю и налоговому учёту из-за отсутствия взаимодействия между штатами, поступления от данного налога практически не покрывают расходы по его администрированию.